# Janni Serra
Janni-Luca Serra (Springe, 1998. március 18. –) német korosztályos válogatott labdarúgó, az 1. FC Nürnberg játékosa kölcsönben az Aarhus csapatától.

## Pályafutása
Az U17-es válogatott tagja volt a 2015-ös U17-es labdarúgó-Európa-bajnokságon és a 2016-os U19-es labdarúgó-Európa-bajnokságon.

## Statisztika
2016. július 15. szerint.
| Klub                 | Szezon   | Bajnokság | Bajnokság | Kupa  | Kupa | Nemzetközi | Nemzetközi | Összesen | Összesen |
| Klub                 | Szezon   | Mérk.     | Gól       | Mérk. | Gól  | Mérk.      | Gól        | Mérk.    | Gól      |
| -------------------- | -------- | --------- | --------- | ----- | ---- | ---------- | ---------- | -------- | -------- |
| Borussia Dortmund II | 2016–17  | 0         | 0         | 0     | 0    | 0          | 0          | 0        | 0        |
| Borussia Dortmund II | Összesen | 0         | 0         | 0     | 0    | 0          | 0          | 0        | 0        |
| Összesen             | Összesen | 0         | 0         | 0     | 0    | 0          | 0          | 0        | 0        |

## Család
Testvére, Nikola Serra a SV Drochtersen/Assel labdarúgója.